# Calamonastes fasciolatus
La camaróptera barrada  (Calamonastes fasciolatus) es una especie de ave paseriforme de la familia Cisticolidae propia de África austral.

## Distribución y hábitat
Se le encuentra en Namibia, Botsuana, el oeste de Angola, el norte de Sudáfrica y el suroeste de Zimbabue. Su hábitat natural es la sabana seca.